# Cleora cnephaea
Cleora cnephaea är en fjärilsart som beskrevs av Louis Beethoven Prout 1915. Cleora cnephaea ingår i släktet Cleora och familjen mätare. Inga underarter finns listade i Catalogue of Life.